# Чайтен (вулкан)
Чайтен (исп. Volcán Chaitén) — активный вулкан в Чили.
Высота над уровнем моря — 1122 м. Вулкан расположен на территории региона Лос-Лагос в 10 км северо-восточнее посёлка Чайтен и вулкана Корковадо, 15 км западнее вулкана Мичинмауида. Кальдера вулкана составляет около 3 км в диаметре, на дне её расположено несколько кратерных озёр.
Вулкан был неактивным последние 9400-9500 лет, пока 2 мая 2008 года не началось крупное извержение, выброс достигал 30 км в высоту. 6 мая лава достигла посёлка, в радиусе 50 км было эвакуировано практически всё население. 22 июня 2008 года активность вулкана вновь увеличилась в виде выбросов пепла. 16 февраля 2009 года лава после очередного извержения остановилась в нескольких километрах от Чайтена, население которого, за исключением 25 человек, было вновь эвакуировано. Также лава достигла и аргентинской провинции Чубут.
Извержение повлекло за собой изменения русла нескольких рек, что подвергает посёлок Чайтен также и угрозе наводнения. Имеются планы переноса населённого пункта в другое место и превращение его в туристическую зону.

## Фотогалерея

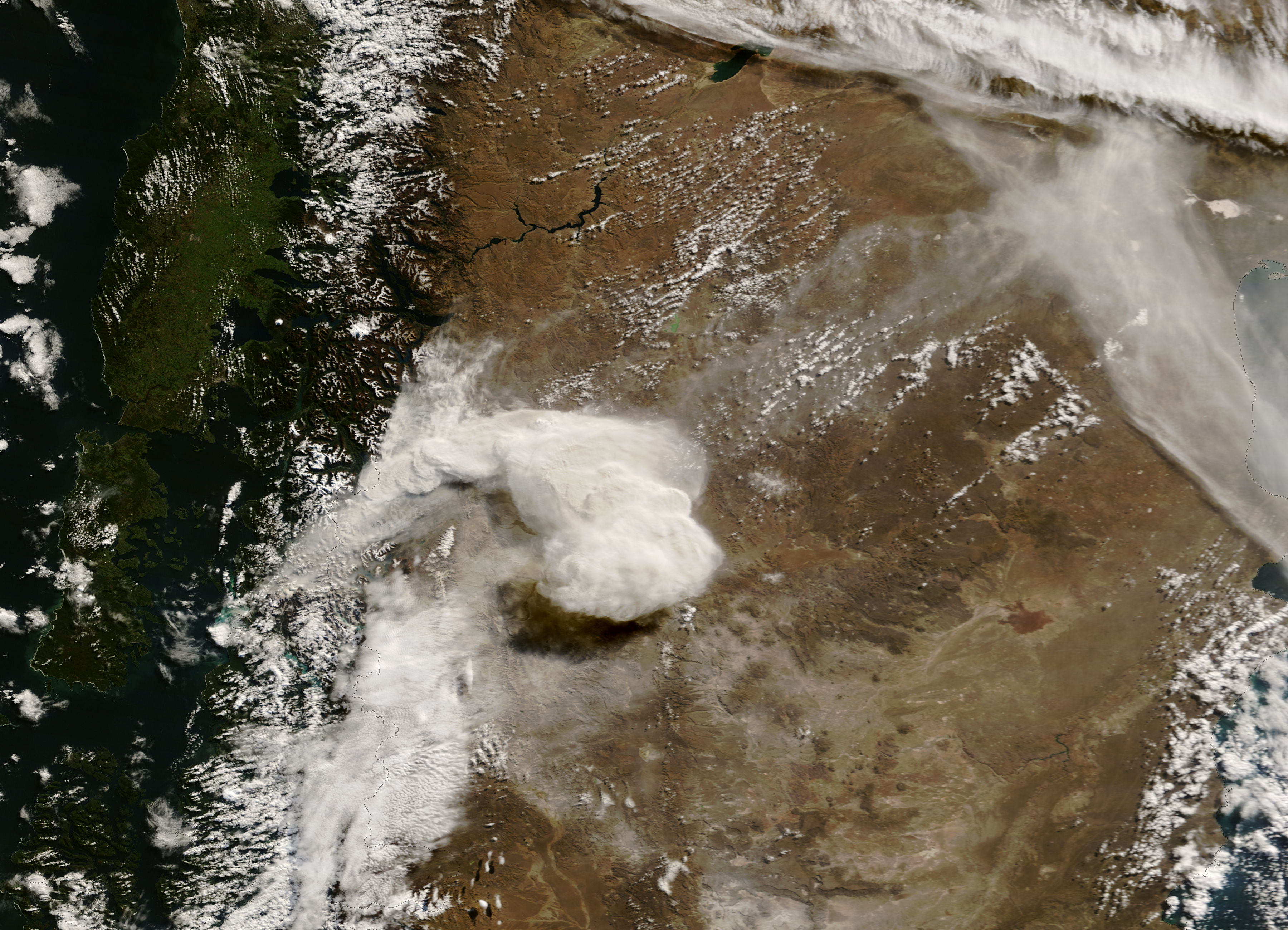
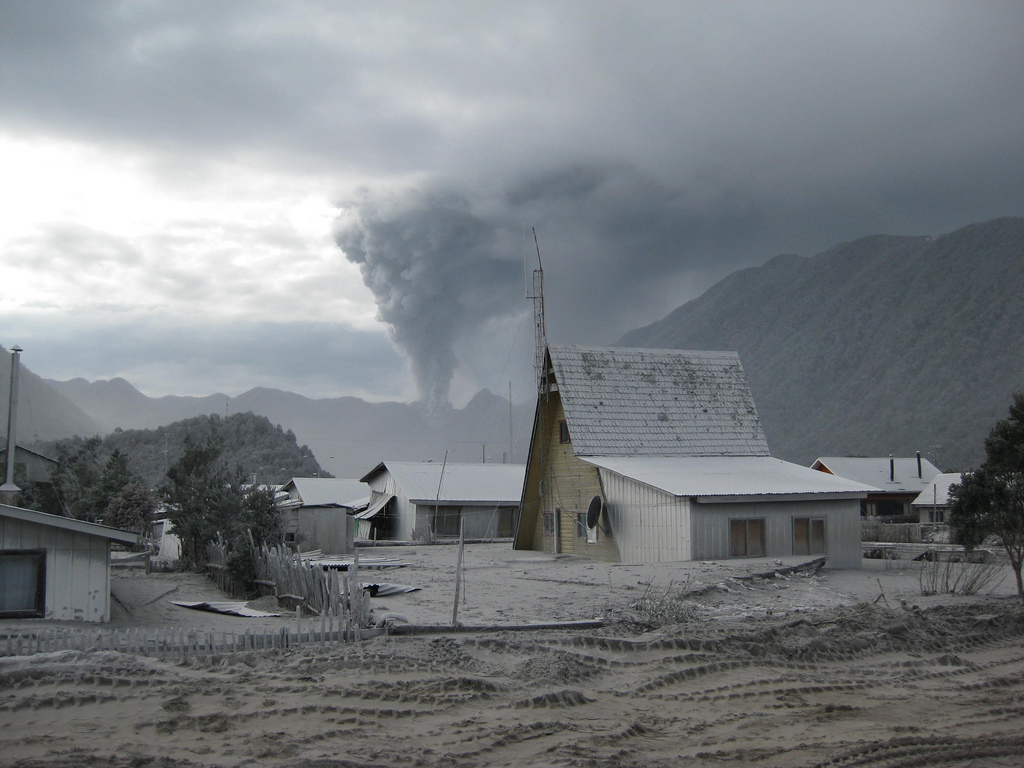
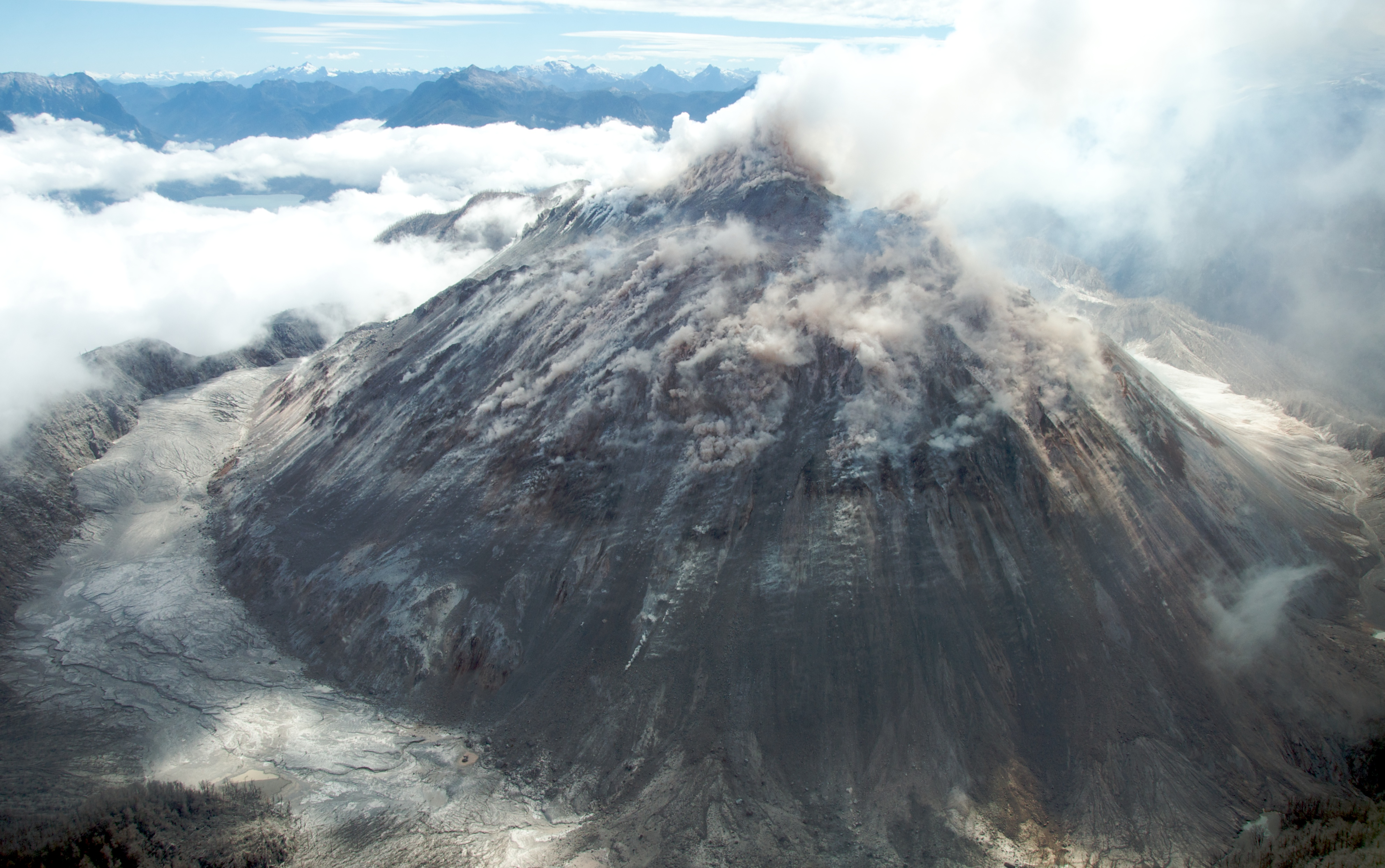
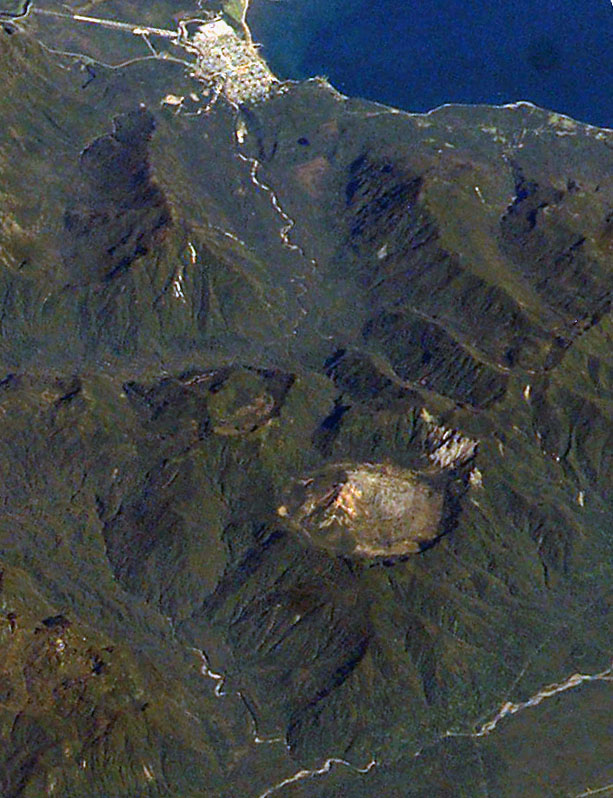